# Brian Migdol
Brian Migdol – perkusista amerykański. W lecie 1977 roku dołączył do zespołu Black Flag. Wziął udział w nagraniu pierwszego singla zespołu Nervous Breakdown. Pod koniec 1978 został zastąpiony przez ROBO.